# Der Mann, der die Frauen liebte
Der Mann, der die Frauen liebte (Originaltitel: L’Homme qui aimait les femmes) ist ein Film von François Truffaut aus dem Jahre 1977.

## Handlung
Auf dem Friedhof von Montpellier. Bertrand Morane wird im Beisein zahlreicher Frauen bestattet. Zu ihnen gehört auch Geneviève Bigey, deren Erzählung über Morane und seine Affären den Film eröffnet und ihn am Ende, wiederum zu den Bildern der Frauen, die zum Begräbnis Moranes gekommen sind, auch beschließen wird. Der ganze Film zwischen diesen zwei Teilen der unterbrochenen Friedhofsszene: ein Flashback, eine Rückblende, innerhalb derer es später weitere geben wird.
Bertrand Morane arbeitet in einem Labor, in dem mit kleinen Flugzeug- und Schiffsmodellen Versuche durchgeführt werden. Seine Obsession aber sind die Beine der Frauen. In fast jeder seiner zahllosen Beziehungen zu Frauen sind sie die erste Attraktion. Zu einer dauerhaften Bindung kommt es mit keiner von ihnen, aber seinem höflichen, etwas altmodisch wirkenden Charme geben sie dennoch nach.
Eine erste Verunsicherung erlebt Morane, als Hélène, die einen kleinen Laden für Damenunterwäsche führt, ihm zu verstehen gibt, dass er sie gern wieder einmal einladen dürfe, dass sie aber für alles, das darüber hinaus gehe, jüngere Männer vorziehe.
Dies unerwartete Erlebnis lässt ihn einen Entschluss fassen: Er wird die Geschichte all seiner flüchtigen Liebschaften in einem Buch beschreiben, und der Film seinerseits beschreibt sie in zahlreichen Rückblenden. – Die längste dieser Rückblenden ist Delphine Grezel gewidmet, einer Frau, die sich, wie Morane in einem Restaurant bemerkt, mit ihrem Ehemann nicht viel zu sagen hat. Delphine ist eine Frau, die das Abenteuer liebt, und so ist es seit Moranes Begegnung mit ihr nicht klar, wer da überhaupt wen verführt. In Episoden wie dieser zeigt der eigentlich eher melancholische, manchmal ernste Film seine komödienhafte Seite. Zum Konflikt kommt es, als Delphine es wagt, ein Buch, das Morane gerade liest, in hohem Bogen aus dem Fenster zu werfen. Denn das Lesen, Literatur, Bücher sind Moranes andere große Leidenschaft.
Einige der Rückblenden führen mit sehr kurzen Szenen zurück in die Jugend Moranes – von der sexuellen Initiation des jungen Bertrand bei einer Prostituierten bis zur Mutter, die gegenüber ihrem Sohn mal übertriebene Strenge, mal Ignoranz zeigt.
Die Aufeinanderfolge der Begegnungen Moranes mit all den Frauen wird einmal unterbrochen – von einem Albtraum nämlich, von dem er in seinem Buch berichtet. Als Wachsfigur in einem Schaufenster ist er wehrlos den Blicken der Frauen preisgegeben, die ihn von der anderen Seite der Glasscheibe aus offenbar leicht amüsiert begutachten.
Nach der Fertigstellung seines Buches bietet er es vier großen Verlagen an. Auf Grund des persönlichen Einsatzes der Lektorin Geneviève Bigey wird es von einem Pariser Verlag angenommen.
Nach der Vertragsunterzeichnung kommt es in der Lobby des Hotels, in dem Morane übernachtet, zu einer seltsamen Begegnung. Nicht er ergreift hier die Initiative, sondern im Gegenteil: er will sich schon davonstehlen, aber eine elegant gekleidete Dame hat ihn bemerkt und eilt ihm nach – Véra. Im Garderobenraum kommt es zu einem langen Gespräch der beiden, aus dem man entnehmen kann, dass sie vor fünf Jahren eine leidenschaftliche Liebesbeziehung miteinander verband. Die Beziehung zerbrach, und die Verbitterung darüber ist bei Morane nie gewichen.
Zurück in Montpellier wird er in der Vorweihnachtszeit von Geneviève Bigey besucht, und auch mit ihr beginnt er eine Affäre. Als sie sich von ihm nach einer Nacht im Hotel verabschiedet, um nach Paris zurückzukehren – „sois sage!“, „bleib schön brav!“, sagt sie, und dass sie Weihnachten noch nichts vorhabe – mag man schon glauben, dass Morane geläutert ist. Aber keineswegs. Wieder schaut er im abendlichen Straßenverkehr fasziniert den Beinen der Frauen nach, wird von einem Auto angefahren und schwer verletzt. Und noch im Krankenhausbett wendet er sich zur Seite, um auf die Beine der Krankenschwester blicken zu können. Er reißt dabei die Infusionsschläuche heraus und stirbt.

## Gestaltung
Es können vier Zeitebenen unterschieden werden: Den äußeren Rahmen bietet die Friedhofsszene am Anfang und am Ende des Films. Sie ist als einzige genau datiert: Weihnachten 1976. Darunter liegt der Zeitraum einiger Begegnungen Moranes, mit denen die „eigentliche“ Handlung beginnt, und später der Abfassung seines Buchtextes. Darunter liegen wiederum zwei Zeitebenen, in denen – als Rückblenden – Einzelnes aus Moranes Buchtext filmisch dargestellt wird: Die Episoden mit den verschiedenen Frauen und die insgesamt fünf Szenen mit Bertrand als Jugendlichem.
Wenn man annimmt, dass Morane zum Zeitpunkt seines Todes ein Mann Anfang der Vierziger war (sein Darsteller Charles Denner war zum Zeitpunkt der Dreharbeiten bereits fünfzig Jahre alt) und der jugendliche Bertrand vielleicht zehn oder zwölf Jahre alt ist, dann würde sich ergeben, dass die Szenen mit dem jugendlichen Bertrand ungefähr in den Jahren 1946 oder 1947 spielen. Diese Szenen des Films sind nicht in Farbe, sondern in Schwarzweiß gedreht, was sie vom Zeiteindruck her schon einmal vom übrigen Film abhebt und ihnen auch eine gewisse dokumentarische Anmutung gibt.

## Kritiken
„Truffaut beschreibt die Abenteuer eines scheinbaren Schürzenjägers mit Humor, manchmal auch etwas hintergründig, und deutet sie als Suche nach einem Traumbild, nach dem Geheimnis des Weiblichen.“

In Kay Wenigers Das große Personenlexikon des Films hieß es, Truffaut setze mit „Der Mann, der die Frauen liebte“, [der] Geschichte eines besessen Suchenden (Charles Denner) nach dem ewig Weiblichen, eines unverbesserlichen Schürzenjägers und liebenswerten Frauenbein-Fetischisten, … stilistisch den mit „Die amerikanische Nacht“ eingeschlagenen Weg nonchalanter Lebensleichtigkeit fort.
Eine ganz andere Wahrnehmung des Films beim französischen Filmkritiker Serge Daney. Er unterschied zwischen einem Jekyll-Truffaut, der immer Familien gründen wollte (im wörtlichen oder im übertragenen Sinn), und einem Hyde-Truffaut: „Asozial, einsam, gefühlskalt, fetischistisch.“ Dieser Hyde-Truffaut, zu dessen Filmen Daney Der Mann, der die Frauen liebte zählt, habe „alles, um Familien zu erschrecken, denn er ignoriert sie absolut und lebt ausschließlich für seine privaten Leidenschaften.“ Der Mann, der die Frauen liebte („und an ihnen starb“, fügt er hinzu) zeige die „Wahnvorstellung eines Sammlers“, er sei „ein schöner Film über die Einsamkeit des Mannes, der immer derselbe bleibe, während die Frauen an seiner Seite einander ablösen. Denn es zählt nicht diese oder jene Frau, sondern nur der immer gleiche Platz, den sie der Reihe nach einnehmen.“

## Auszeichnungen
- François Truffaut nahm mit diesem Film am Wettbewerb der Berlinale 1977 teil
- Charles Denner, Nelly Borgeaud und Geneviève Fontanel wurden 1978 für den César nominiert.

## Hintergrund
Die Dreharbeiten des Films fanden Ende 1976 in Montpellier statt. Das Insert am Ende des Vorspanns „Montpellier – Noël (Weihnachten) 1976“ trifft also nicht nur für die erzählte Geschichte, sondern annähernd vermutlich auch für das Datum der Aufnahmen auf dem Friedhof in Montpellier zu, mit denen der Film beginnt.
Auch in diesem Film hat Truffaut kleine Nebenrollen wieder mit Freunden besetzt: Den Arzt, der bei Morane eine Gonorrhoe diagnostiziert, spielt Jean Dasté; den Chef des Verlags, der schließlich Moranes Buch akzeptiert, spielt Roger Leenhardt. Truffaut selbst hat am Ende des Vorspanns einen Cameoauftritt, als er gleich am Anfang des Films vor dem Friedhof hinter einem vorbeifahrenden Leichenwagen zu sehen ist. Und in weiteren Cameos sind die Co-Drehbuchautorin Suzanne Schiffman – im Treppenhaus, als Morane nach Madame Duteil fragt – und Produktionsleiter Marcel Berbert – als Monsieur Grezel, dem biederen Ehemann von Delphine – zu sehen.
Im Presseheft zum Film deutete Truffaut an, wo man die Ursache für Moranes Obsession suchen könnte: „Wenn ein Satz als gemeinsamer Nenner für Bertrands Liebesaffären dienen kann, dann wäre es dieser aus Bruno Bettelheims The Empty Fortress: ‹Es sah so aus, als sei Joey nie zu seiner Mutter durchgedrungen.›“
Der US-Spielfilm Frauen waren sein Hobby gilt als Remake dieses Films.

## Synchronisation
| Rolle            | Darsteller         | Sprecher            |
| ---------------- | ------------------ | ------------------- |
| Bertrand Morane  | Charles Denner     | Helmut Wildt        |
| Geneviève Bigey  | Brigitte Fossey    | Hallgerd Bruckhaus  |
| Delphine Grezel  | Nelly Borgeaud     | Uta Hallant         |
| Hélène           | Geneviève Fontanel | Inken Sommer        |
| Véra             | Leslie Caron       | Renate Küster       |
| Martine Desdoits | Nathalie Baye      | Vera Müller-Weidner |
| Liliane          | Nella Barbier      | Liane Rudolph       |

## DVD
Der Mann, der die Frauen liebte. Süddeutsche Zeitung Cinemathek, 2010. Nr. 7 der Reihe „22 Filmhighlights aus 60 Jahren Berlinale“. Französische Originalfassung, wahlweise mit Untertiteln „Deutsch für Hörgeschädigte“, und deutsch synchronisierte Fassung.